# Superhvězda z Francie
Superhvězda z Francie, v anglickém originále Huge in France, je americký komediální seriál Netflixu s Gadem Elmalehem v hlavní roli. Elmaleh zde hraje fiktivní verzi sebe sama, francouzského komika, který se přestěhoval do Los Angeles, aby byl blíže svému synovi. 
V seriálu se převážně mluví anglicky (i sám Elmaleh mluví většinu času anglicky), ovšem jména dílů jsou uvedena ve francouzštině (díly jsou francouzsky očíslovány od jedničky do osmičky). 
Seriál byl vydán na Netflixu dne 12. dubna 2019 a kromě Elmaleha si v něm zahráli američtí herci Matthew Del Negro, Erinn Hayes, Scott Keiji Takeda a Jordan Ver Hoeve. 

## O seriálu
Gad Elmaleh je velmi populární francouzský komik, který se rozhodl přestěhovat do Los Angeles, aby byl blíže svému již odcizenému synovi Lukovi. Luke se snaží stát se modelem, zatímco jeho matka Vivian je influencerkou na sociálních sítích. Vivianiným přítelem je Jason Alan Ross, neúspěšný herec, který chce být mentorem Luka v oblasti modelingu.
Gad spolu se svým asistentem Brianem vymýšlejí různé plány, jak narušit vztah mezi Jasonem a Gadovou rodinou.

## Obsazení
| Gad Elmaleh        | hrál sám sebe                                    |
| Matthew Del Negro  | Jason Alan Ross, neúspěšný herec a přítel Vivian |
| Erinn Hayes        | Vivian, Gadova bývalá manželka                   |
| Scott Keiji Takeda | Brian Kurihara, Gadův asistent                   |
| Jordan Ver Hoeve   | Luke, syn Gada a Vivian                          |
| Austin Fryberger   | Zene                                             |
| Keana Marie        | James                                            |
| Brittany Ross      | Heather                                          |
| André Tardieu      | Adrian                                           |
| Chris D'Elia       | hrál sám sebe                                    |

## Seznam dílů
| Č. v seriálu | Č. v řadě | Původní název  | Český název | Premiéra na Netflixu |
| ------------ | --------- | -------------- | ----------- | -------------------- |
| 1            | 1         | Episode Un     | První díl   | 12. dubna 2019       |
| 2            | 2         | Episode Deux   | Druhý díl   | 12. dubna 2019       |
| 3            | 3         | Episode Trois  | Třetí díl   | 12. dubna 2019       |
| 4            | 4         | Episode Quatre | Čtvrtý díl  | 12. dubna 2019       |
| 5            | 5         | Episode Cinq   | Pátý díl    | 12. dubna 2019       |
| 6            | 6         | Episode Six    | Šestý díl   | 12. dubna 2019       |
| 7            | 7         | Episode Sept   | Sedmý díl   | 12. dubna 2019       |
| 8            | 8         | Episode Huit   | Osmý díl    | 12. dubna 2019       |